# Табакокурение в Иране

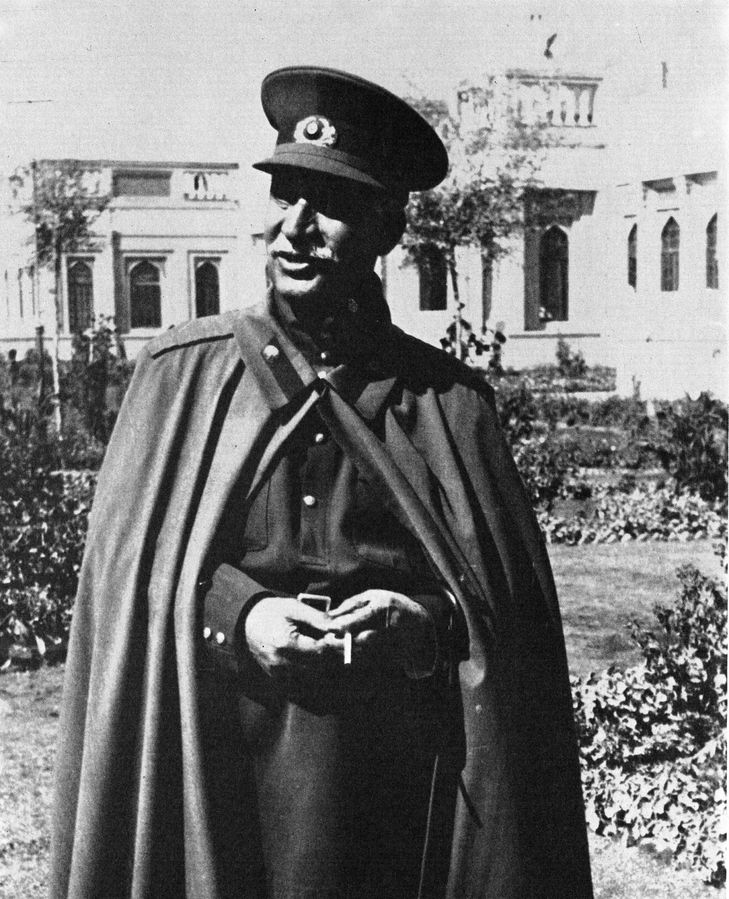
Reza Shah King of Iran, 1937

Курение табака в Иране запрещено во всех общественных местах с 2007 года. Под запрет подпадают все госорганы, гостиницы. Запрет на курение для всех водителей автомобилей по всей стране был введён в марте 2006 года, но, хотя нарушители могут быть оштрафованы, этот запрет широко игнорируется. Продажа табачных изделий лицам моложе 18 лет запрещена и наказывается конфискацией табачных изделий у продавца и штрафом.
Около 20 % взрослого мужского и 4,5 % взрослого женского населения курят табак (по некоторым оценкам, в стране 12 миллионов курильщиков). 60 000 иранцев умирают прямо или косвенно из-за курения каждый год (данные 2008 года). Курение является причиной 25 % смертей в стране. Считается, что в Иране ежегодно выкуривается от 54 до 60 миллиардов сигарет.
По данным государственной Иранской табачной компании (ITC), ежегодно в Иран контрабандой ввозится около 2,7 миллиарда сигарет, помимо этого ещё 26,7 миллиарда сигарет ввозятся легально (2008 год). Импорт сигарет, табака, сигар, сигаретной бумаги, сигаретных мундштуков — прерогатива государственной монополии. Иранцы тратят более 1,8 миллиарда долларов в год на табак.
Согласно закону 2010 года, курильщики не будут назначаться на высшие государственные должности.